# Phlox
- Commons
- Wikispecies

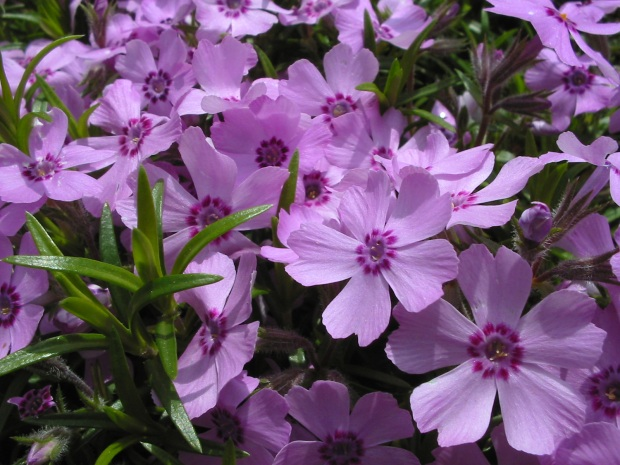
Phlox pilosa

Phlox L. é um género botânico pertencente à família Polemoniaceae.

## Sinonímia
- Fonna Adans.
- Microsteris Greene

## Espécies
- Phlox adsurgens
- Phlox alyssifolia
- Phlox amplifolia
- Phlox andicola
- Phlox austromontana
- Phlox bifida
- Phlox borealis
- Phlox bryoides
- Phlox buckleyi
- Phlox caespitosa
- Phlox carolina
- Phlox cuspidata
- Phlox diffusa
- Phlox divaricata
- Phlox douglasii
- Phlox drummondii
- Phlox floridana
- Phlox glaberrima
- Phlox glabriflora
- Phlox idahonis
- Phlox kelseyi
- Phlox latifolia
- Phlox longifolia
- Phlox maculata
- Phlox mesoleuca
- Phlox missoulensis
- Phlox mollis
- Phlox multiflora
- Phlox nana
- Phlox nivalis
- Phlox ovata
- Phlox paniculata
- Phlox pilosa
- Phlox pulchra
- Phlox pulvinata
- Phlox roemeriana
- Phlox sibirica
- Phlox speciosa
- Phlox stansburyi
- Phlox stolonifera
- Phlox subulata
- Phlox tenuifolia

- Lista completa

## Classificação do gênero
| Sistema | Classificação                      | Referência               |
| ------- | ---------------------------------- | ------------------------ |
| Linné   | Classe Pentandria, ordem Monogynia | Species plantarum (1753) |